# Siderus athymbra
Siderus athymbra is een vlinder uit de familie van de Lycaenidae. De wetenschappelijke naam van de soort werd als Thecla athymbra in 1867 gepubliceerd door William Chapman Hewitson.